# Hesperoedura reticulata
Hesperoedura reticulata is een hagedis die behoort tot de gekko's en de familie Diplodactylidae.

## Naam en indeling
De wetenschappelijke naam van de soort werd voor het eerst voorgesteld door H. Robert Bustard in 1969. Oorspronkelijk werd de wetenschappelijke naam Oedura reticulata gebruikt. De hagedis werd later aan het geslacht Amalosia toegekend maar dit wordt beschouwd als verouderd. De soort werd door Paul M. Oliver, Aaron Matthew Bauer, Eli Greenbaum, Todd R. Jackman en Tara Hobbie in 2012 aan het geslacht Hesperoedura toegewezen en is tegenwoordig de enige vertegenwoordiger van deze monotypische groep.
De soortaanduiding Hesperoedura betekent vrij vertaald 'westelijke zwelstaart'.

## Verspreiding en habitat
Hesperoedura reticulata komt endemisch voor in delen van Australië en is uitsluitend te vinden in de staat West-Australië. De habitat bestaat uit gematigde bossen.

## Beschermingsstatus
Door de internationale natuurbeschermingsorganisatie IUCN is de beschermingsstatus 'veilig' toegewezen (Least Concern of LC).